# Gullivers resor (film, 1939)
Gullivers Resor (engelska: Gulliver's Travels) är en amerikansk animerad film med biopremiär i USA den 22 december 1939 med regi av Dave Fleischer och i produktion av Max Fleischer. Filmen är världens näst äldsta animerade långfilm i färg, efter Snövit och de sju dvärgarna från 1937.

## Handling
Filmen handlar om sjömannen Lemuel Gulliver (Sam Parker) som blir strandsatt på en mystisk ö efter att ha förlist med sitt skepp. Gulliver (som tidigt får benämningen "Jätte") upptäcks av utkiken och skrikhalsen Gabby (Pinto Colvig), som blir fullkomligt förskräckt av vad han har fått se, och springer raka vägen upp till kungens slott. Väl där, försöker han förgäves berätta att det ligger en jätte på stranden, men Kung Lille (Jack Mercer) av Lilleputt sitter upptagen och planerar det stundande bröllopet tillsammans med sin vän Kung Bombo (Tedd Pierce) av Blefusco. Prinsessan Glory (Jessica Dragonette) av Lilleputt och prins David (Lanny Ross) av Blefusco har funnit varandra och allt är frid och fröjd fram till dess att fäderna inte kan bestämma vilken sång som skall sjungas på bröllopet. Kung Lille förespråkar "Faithful" medan kung Bombo menar att "Forever" är mest lämplig, men eftersom de inte kan enas, förklarar kung Bombo krig mot Lilleputt.
När de hetaste känslorna har lagt sig och kung Bombo har farit hem till Blefusco, lyckas Gabby övertyga Kung Lille om att det faktiskt ligger en jätte på stranden. Kungen ger order om att jätten skall fångas in, och snart är Gabby på språng och kommer förstärkt med resten av staden i hälarna. Småfolket arbetar hårt med att binda fast armar och ben och lägga honom på ett släp som skall ta honom in på slottsgården, ett arbete som tar hela natten. I gryningen, vaknar Gulliver och sliter sig loss från repen, vilket så klart skrämmer slag på småfolket som är fullt övertygade om att han skall äta dem, och som om inte detta vore nog, har kung Bombo samlat sin armé och börjar bombardera landet Lilleputt från havet. Hot från två håll är alldeles för mycket för ett småfolk att klara av, men när det visar sig att kung Bombo är minst lika rädd för jätten som folket i Lilleputt, lyckas Gulliver övertyga kung Lille om att han inte är farlig. När misstänksamheten har lagt sig, åtar sig småfolket att sy nya kläder och ordna fest för Gulliver.
Kung Bombos spioner (Sneak, Snoop och Snitch) inser vilket hot Gulliver kan utgöra, och får snart order av kungen att göra sig kvitt den jättelike mannen. De tre spionerna lägger vantarna på Gullivers pistol och gör sig beredda att använda den mot honom. Under tiden, fortsätter prinsessan Glory och prins David att slåss för sin kärlek. De får snart stöd och hjälp av Gulliver som föreslår att de ska slå ihop "Faithful" och "Forever" till en sång.
Spionerna är övertygade om att de kan röja Gulliver ur vägen. Snart skickar kung Bombo ett meddelande till dem om att han tänker anfalla i gryningen. Spionerna förbereder sig för dödsstöten, och Bombo seglar med sina skepp in mot Lilleputts stränder. Gulliver halar in båtarna och drar dem in mot stranden samtidigt som Sneak, Snoop och Snitch gör sig beredda att skjuta. Gulliver räddas i sista stund av prins David som hals över huvud styr undan pipan och faller över stupet, mot sin död. Gulliver skäller ut de båda kungarna och menar att det är synd och skam att en person skall behöva dö för två tjurskallars envishet. I slutändan, visar det sig att David inte alls är död, och snart ackompanjerar de kära varandra och sjunger den sammanslagna versionen av "Faithful" och "Forever".
När stridshetsen och agget har lagts på is, slår de båda folken ihop sina krafter och bygger ett nytt skepp åt Gulliver, så att han kan ta sig hem.

## Om filmen
Filmen blev Oscarsnominerad för Bästa musik och Bästa sång. Filmen hade svensk premiär på biograf Royal i Stockholm den 26 april 1940. Den har visats vid ett flertal tillfällen i SVT, senast i juni 2022.

## Rollista
| Sam Parker                                     | – Lemuel Gulliver                     |
| Pinto Colvig                                   | – Gabby                               |
| Jack Mercer                                    | – Kung Lille, Sneak, Snoop och Snitch |
| Tedd Pierce                                    | – Kung Bombo                          |
| Jessica Dragonette (sång) Livonia Warren (tal) | – Prinsessan Glory                    |
| Lanny Ross (sång) Cal Howard (tal)             | – Prins David                         |

Den svenska versionen av filmen översattes och lektorsdubbas av Olav F. Andersen.